# Batalla de La Florida
La batalla de Florida, o también conocida como la batalla de La Florida, fue un enfrentamiento armado que se libró el 25 de mayo de 1814 con una escaramuza en el río Seco y el conflicto oficial en la misión de Florida, en la zona noroeste de la provincia Cordillera y supuso una importante victoria de los independentistas sobre los realistas, ya que después de ésta, los primeros reafirmaron su gobierno en Santa Cruz de la Sierra y las Provincias Unidas del Río de la Plata pudieron conservar su proceso emancipador.
La principal calle peatonal de Buenos Aires lleva el nombre de Florida en su homenaje que comandaron en conjunto los entonces coroneles Ignacio Warnes y Juan Antonio Álvarez de Arenales.

## Antecedentes
Tras la recuperación de Cochabamba por parte del ejército realista, el gobernador Juan Antonio Álvarez de Arenales, el 29 de noviembre de 1813, en compañía del comandante Diego de la Riva, emprendió la huida hacia los valles cruceños con pocos soldados y fue perseguido por el coronel José Joaquín Blanco, por órdenes del general Joaquín de la Pezuela. Entonces concibió la idea de unirse al gobernador de Santa Cruz de la Sierra, Ignacio Warnes, por la ruta de Vallegrande. Poco después se refugió en el sitio estratégico de Abapó y logró comunicación con Ignacio Warnes, quien le envió auxilios después de un complicado debate sobre jurisdicción, estrategia y pertinencia de movimientos militares. Este último ya tenía a su mando 1000 hombres disciplinados. 
Warnes, reunido en Consejo de Guerra, evaluó la débil resistencia que tendría en Abapó el coronel Blanco y estudió la posibilidad de que Santa Cruz fuera invadida. Envió entonces hacia la zona de La Angostura dos compañías de infantería y una de auxiliares para que tratara de retrasar al ejército realista, mientras que él iría con su tropa hacia la región de Cabeza a encontrarse con el coronel Arenales y trazar el plan y la estrategia para enfrentar al ejército que se acercaba.

«Mientras Warnes estaba fuera de Santa Cruz de la Sierra, el Cnel., realista Blanco y su tropa, logran sobrepasar la resistencia de la pequeña tropa destinada en La Angostura y entra en la capital cruceña a comienzos del mes de mayo;  toma el control de la ciudad y hace fusilar a los vallunos Cuestas y a Manuel Cárdenas, a los que mantenía como botín de guerra. También impone una serie de castigos y contribuciones forzosas a los cruceños, con amenaza de saqueo y vandalismo, lo cual fue impedido por la Sra. Manuela Velasco aportando seis mil pesos.» (B. Cuéllar).

Según Durán Canelas, Cuestas al momento de ser fusilado se negó a que se le vendasen los ojos diciendo: 

nó, no me venden, que quiero ver las balas que me matan por defender la patria.

En el campamento patriota de Florida, el coronel Arenales intentó imponer cierto mayor rango al coronel Ignacio Warnes, quien era el gobernador del territorio y aportaba con mayor tropa. En papeles Arenales toma el mando y en los hechos juntos planean el ataque a Santa Cruz de la Sierra. Pero Blanco ya había salido de la ciudad en busca de los patriotas, dejando en Santa Cruz de la Sierra cien hombres al mando de Francisco Udaeta. 
Las fuerzas realistas que partieron a La Florida estaban al mando del coronel Blanco, militar profesional y de un carácter y valentía similar a la de sus oponentes; conocía la guerra de esta región de América muy bien y en la cual se había distinguido; sus efectivos sumaban unos 1.200 soldados, 600 veteranos de infantería, 500 jinetes y dos piezas de artillería de calibre 4.
Desde que Arenales salió de Cochabamba, Warnes lo apoyó paulatinamente sin debilitar su guarnición en Santa Cruz de la Sierra. El 22 de febrero de 1814 le envía una designación: 

«He tenido por conveniente nombrarle a vuestra señoría por Comandante General de toda la Cordillera, para que vuestra señoría con sus convencimientos y actividad, y por hallarse inmediato a Membiray, pueda atender y organizar todo aquello.» (Fondo Arenales, Caja 11, Doc. 467).

De esta manera lo apoyaba pero dejaba establecido el mando. Pero Arenales presionaba constantemente por más auxilio, ya que, según Vázquez Machicado, la tropa con la que llegó Arenales no superaba 40 lanceros. 
Warnes, por su lado, en ocho meses había logrado organizar un ejército formal de 1000 hombres, pero que aún no estaban todos fogueados y tampoco totalmente convencidos, en medio de una guerra política interna que trataba de disminuirlo, mientras que el enemigo lo amenazaba y Arenales lo presionaba. El batallón más consolidado que tenía era el de los Pardos y Morenos, llamados por el pueblo como «Pardos Libres». Por esta razón llegó a Florida con al menos 500 hombres, según el análisis de su correspondencia con Arenales. 
Existen varias teorías sobre la composición de los ejércitos que se enfrentaron, sin embargo, en el peor de los casos se puede confirmar lo siguiente: 
Realistas: 

«Se componía de trescientos hombres de infantería de tropa veterana, y más de quinientos de caballería algunos armados de fusil y la mayor parte de lanza y sable (Arenales).»

Más dos piezas de artillería y auxiliares, que sumaban al menos 300. Entonces: 300 + 500 + 300 = 1.100 hombres.
Patriotas: 
Con los 300 hombres del batallón de infantería «Pardos Libres», los otros 100 de infantería del comandante Pedraza y unos 120 de caballería del comandante Mercado, más contada la tropa, armas y municiones que junto a 300 vestuarios envió Warnes a Arenales, según su correspondencia, y la artillería de unos 100 efectivos. Los patriotas contaban al menos con 900 hombres en pie de guerra, más auxiliares.   
Las tropas patriotas se situaron estratégicamente ante la llegada de Blanco. La colocación de las tropas fue la siguiente:
- La vanguardia a órdenes de Mercado se ubicó en un pequeño descampado en el borde del monte existente en el linde norte del pueblo.
- La artillería se situó sobre la barranca sur del curso de agua. En la parte sur de la playa del río Piraí se dispuso la artillería patriota.
- La infantería se situó en el borde sur de la playa del río Piraí disimulando su emplazamiento con ramas y arbustos.
- Ocultas en la espesura del bosque, en los flancos de la infantería que se hallaba al sur de la playa y un poco a su retaguardia se hallaban las unidades de caballería comandadas por Warnes en el flanco derecho y en el flanco izquierdo se situaban las comandadas por el comandante De la Riva. Ambos flancos estaban con la orden de entrar en acción en el momento oportuno y con la misión de rechazar a la caballería enemiga o completar la derrota de la infantería.
- Atrás de todo dispositivo o formación, cubierta por el monte, con órdenes de actuar protegiendo especialmente al ala izquierda de la posición patriota se hallaban tropas de reserva que actuarían en último lugar.
- Arenales se hizo a cargo de agrupar a la infantería y la artillería, reservándose la orden de abrir fuego.

Ubicados de esta forma esperaron los patriotas la llegada de Blanco y por lo tanto el inicio de la contienda.
Las fuerzas patriotas que intervinieron en la acción eran alrededor de 1000 soldados, de los cuales 300 jinetes fueron dirigidos por Warnes, otro tanto por Mercado y el resto por Arenales.

## La batalla

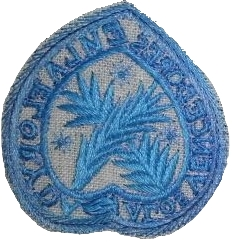
Escudo otorgado a los vencedores de la batalla de La Florida.
Leyenda: "A los vencedores en La Florida"

La batalla de La Florida comenzó en la madrugada del 25 de mayo de 1814, cuando el coronel realista Blanco divisó tropas patriotas y atacó a las avanzadas de José Manuel Mercado, las que retrocedieron lentamente para incorporarse a la caballería de Ignacio Warnes, tal y como estaba dispuesto en el plan de ataque. No fue posible alcanzar la margen norte del río Piraí, por parte del jefe realista sino hasta el mediodía, carente de datos ciertos sobre el dispositivo adversario ante la imposibilidad de su caballería para proveerle información fidedigna.
Pese a ello, emplazó su artillería en dicha margen, pero ya bajo el fuego de la artillería patriota, y en condiciones adversas, desplegó su propio dispositivo; un fuerte pique de avanzadas sobre la playa, la infantería en el centro y la caballería en las alas; así pudo trasponer el río Piraí, vadeable en ese momento en todas sus partes, ordenando el ataque general.
Mientras ello ocurría, Arenales ordenó pasar al contraataque a la bayoneta, en tanto que Warnes percibido de la acción favorable se lanzaba a un ataque furioso cargando a la caballería enemiga y a la infantería que trataba de repasar el río; por su parte el comandante De la Riva hacía lo propio dispersando el ala oeste del dispositivo enemigo.
Derrotadas las fuerzas de Blanco, retrocedieron maltrechas hacia el pueblo, ocupando la plaza central del mismo, para intentar desde ese lugar reorganizarse y ofrecer una buena resistencia.
Una vez los patriotas atacaron, Warnes (que tenía asuntos pendientes con Blanco) llamó a Blanco a viva voz para desafiarlo a un duelo personal, el cual aceptó inmediatamente.

### Duelo entre jefes
Durante la batalla de la Florida ambos comandantes contendientes, Warnes -por los patriotas- y Blanco -por los realistas-, montados en sus caballos, se arremetieron violentamente varias veces a punta de sable, resultando la suerte favorable al líder patriota, quien acabó por dar muerte a Blanco tras varias heridas de corte y punta (en la pierna y otras partes del cuerpo).
Muerto su jefe, los efectivos restantes del ejército realista escaparon de la batalla por el valle de Samaipata.
El historiador Mariano Durán Canelas dijo: 

Warnes que estaba en la plaza, avistado con Blanco, entablaron un combate; herido éste, Warnes cargoló con su espada; Blanco cayó en tierra y presto fue cadáver…

Por su parte Carlos Valverde Barbery brindó un relato más detallado:

Warnes desde el principio domina la lucha, actúa en defensa, detiene los golpes sin emplearse a fondo.

Blanco hace gala de buena escuela, pero en un instante ha hecho un medio abandono de guardia, ha dejado un claro que rápido como un relámpago aprovecha Warnes para arremeter y atravesar con su espada cuerpo de Blanco que cae ahogándose en sangre…

## Parte de guerra de Arenales
En el parte de guerra de la batalla de La Florida que envía Arenales a las autoridades del Río de la Plata, apuntaba lo siguiente: 

A su margen del sud forma una barranca, como de dos varas de alto, o algo más en lo general, a donde llegamos a parar a las ocho de la mañana: coloqué la artillería encima de dicha barranca con la que hace ceja el monte, y al pie en la playa, dispuse una semi trinchera disimulada, con ramas y la misma arena, de modo que hincada la tropa se ocultaba en ella: formé allí la infantería en él, empezando la derecha mis tres compañías por su orden, y acabando en la izquierda la de Pardos y Morenos de Santa Cruz, que entre todos componían el número de trescientos, y veinte hombres: había además como setenta naturales de caballería con lanzas, mal montados, los que dividido por mitad puse por los dos costados dentro del monte, de modo que sólo quedaba visible a la distancia del pueblo por nuestro frente como de ocho cuadras, la artillería y gente de su dotación.

En este estado hice que comience la tropa; se encargó el compañero Warnes del costado derecho de la caballería; al centro con la infantería se puso el comandante Don Diego de la Riva, y yo en el costado izquierdo con la advertencia de correr la línea a dar las órdenes convenientes; y en cuanto acabó de comer la gente que eran las once y media, fue asomando la guerrilla que había quedado para el sostén ya venía retirándose haciendo fuego a la vanguardia enemiga. A las once y tres cuartos, se nos manifestó toda la fuerza enemiga que según se había sabido después, se componía de trescientos hombres de infantería de tropa veterana, y más de quinientos de caballería algunos armados de fusil y la mayor parte de lanza y sable. Inmediatamente desplegando en Batalla adelantó sus guerrillas por los dos costados, como a tomarnos la espalda: rompió fuego con sus dos piezas de artillería de a cuatro, y en seguida salió avanzando con fuego toda la línea, a cuyo tiempo mandé romper el de mi artillería, que lo hizo vivamente y con acierto por encima de la infantería atrincherada, mientras ésta, se estaba sin hacer movimiento, como se la había prevenido: cargaba el enemigo sobre nosotros, ya a entrar en la playa, y sus guerrillas pasándola, y a esta sazón mandé con una descarga general, y cartucho en el cañón avanzase al paso de ataque nuestra infantería sobre el enemigo, para lo cual, se suspendió el fuego de artillería.
Ejecutaron esta orden mis tres compañías, tan oportunamente, y con tanta energía, e intrepidez, que al momento llevándose por delante cuanta fuerza enemiga encontraron, se posesionaron de sus cañones, de carga de pertrechos, de las banderas, y aún del mismo jefe que pereció a su furor, con esto, y con que por mi costado, que era el derecho del enemigo donde había hechado la mejor fuerza, cargó el piquete de volantes con igual valor, y ardentía que la infantería se disipó en pocos instantes la división enemiga de un modo incomprensible, como el resultado lo acredita. Este fue que del enemigo murieron más de cien hombres; según la exacta cuenta en el recojo de cadáveres, sin contar con los que en los inmensos montes han perecido, según varias noticias posteriores, pues aún toda la oficialidad inclusive el mandón, no escaparon sino tres: un capitán Delgadillo; un capitán navajas; y un Sejas vallegrandino. Fueron heridos recogidos cien, y prisioneros noventa y cuatro. Se tomó como va indicado la artillería; y cerca de 200 fusiles todas las cargas de pertrechos, y equipajes aunque de estos trajeron muy pocos: Las banderas y todo lo que tuvieron, así de utensilios de guerra, como del servicio de los individuos en que se comprenden las cabalgaduras y aperos. 
De nuestra parte murieron cuatro, incluso el oficial mi sobrino Don Apoliar Echabarría que hacía de mi ayudante, y salieron heridos 20 inclusive el capitán de la tercera Don Juan Bautista Coronel, el ayudante Juan Pablo López, y el informante.

Evacuado así el suceso, se vino nuestra tropa con el gobernador de Santa Cruz y el comandante Riva a este pueblo el día siguiente que fue el 26, trayendo con ella, heridos y prisioneros y el 31 se retiró para su capital de dicho gobernador con su gente, con los prisioneros; con la artillería tomada al enemigo; con la mitad y lo más sano del armamento; con la mayor parte de la pólvora y municiones; con las banderas; y con casi todas las cabalgaduras y aperos".

### Dudas sobre el parte de la batalla
El parte de guerra fue analizado durante el Bicentenario de la Victoria de La Florida y se concluyó que fue fruto de las rivalidades de Arenales con Warnes, al punto que omitió las valientes acciones del segundo y puso en relieve las propias. 
La historiadora Yngrid Vespa Adomeit, integrante y Dama de Honor de la Academia Belgraniana de la República Argentina, en su libro "Ignacio Warnes y La Florida", en el 2003, decía: 

La batalla de Florida se efectuó en Santa Cruz, jurisdicción del Gobernador Intendente coronel Ignacio Warnes, pero los partes de batalla enviados a los jefes inmediatos, fueron únicamente remitidos por el coronel Juan Antonio Álvarez de Arenales, con la información a su modo y a su estilo, es decir con su propia versión y sobre sus propios acompañantes, sin mencionar cabalmente los créditos ganados por los combatientes cruceños al mando de su Gobernador Intendente, que co-participaron activamente en la contienda dando este último, el punto final a la misma mediante un enfrentamiento personal con el comandante enemigo...

## Estrategia y definición de la victoria
Al margen de la discusión entre Arenales y Warnes, sobre quién comandaba la batalla y del parte bastante unilateral que escribió Arenales, dos elementos determinaron la victoria patriota en la batalla de La Florida y no tuvieron nada que ver con aquella disputa: 1. El factor sorpresa y 2. El duelo de Warnes y Blanco.
1. La estrategia de abrir trincheras y camuflar la fusilería, según Durán Canelas, fue de Mercado, quien a la vez simuló una huida de su caballería para atraer al enemigo desde Abapó a Florida, donde fueron acribillados. 
Por su parte Vazquez Machicado dijo:

El jefe patriota – Warnes- al revisar sus tropas, al observar que uno de sus soldados de infantería de origen guaraní cavando un foso y ocultándose a medias en él, se aprovechó enseguida de la enseñanza…

2. El combate en el que Warnes salió vencedor puso fin a la batalla y consolidó la victoria.

## Importancia estratégica para la causa de América
La victoria patriota de Florida, el 25 de mayo de 1814, además de asegurar el régimen revolucionario de Santa Cruz, tuvo una importancia grande en Sudamérica, porque hizo que se frustraran las intenciones realistas del general Pezuela, que después del triunfo real de Ayohuma pretendía ocupar Tucumán y unirse al ejército real de Montevideo para invadir Buenos Aires. 
Los argentinos tuvieron un gesto de gratitud a esta batalla denominando una céntrica calle de su ciudad capital con el nombre de Florida. 

Con el triunfo de La Florida quedó asegurada la libertad de Santa Cruz, y lo que es más importante aún, determinó la inmediata evacuación de las provincias bajas argentinas por el ejército de Pezuela que se retiró a Suipacha. (José Evaristo Uriburu)

## Ascensos
Arenales, con el parte enviado, tuvo su respectivo ascenso a general. 
El Decreto del 9 de noviembre de 1814, firmado por el Supremo Director de las Provincias Unidas del Río de la Plata, don Gervasio Antonio de Posadas, dice textualmente:

Considerando justo y debido recomendar a la memoria de la posteridad de gloriosa acción que sostuvieron los valerosos Cochabambinos y demás Patriotas de las Provincias del Alto Perú en el memorable día 25 de mayo de este año en el Valle de La Florida al mando del benemérito Coronel D. Juan Antonio Álvarez de Arenales, contra una división numerosa de tropas del Virrey de Lima, he venido en conceder á los oficiales que concurrieron á aquella acción un grado inmediato al de la clase que obtuvieran entonces...

Dice "cochabambinos" y omite al Ejército Cruceño debido al parte de Arenales. Sin embargo, con ello Ignacio Warnes también ascendió a general, aunque no hubo quien le hiciera los honores del caso. 
El Congreso de Bolivia le reconoció a Ignacio Warnes el grado póstumo de General de la República el año 2003, a solicitud de la Sociedad de Estudios Geográficos e Históricos de Santa Cruz, el Comité Pro Santa Cruz y el Círculo de Corresponsales Militares. El trámite post mortem en la República Argentina es un asunto pendiente.

## Homenaje a la batalla
En honor a los héroes de La Florida, el director Supremo don Gervasio Antonio de Posadas, en el mensaje y la orden de ascenso fechado en Buenos Aires el 9 de noviembre de 1814, les otorga un escudo de paño que describió de la siguiente manera:

En fondo blanco con vivo celeste y la inscripción siguiente: LA PATRIA A LOS VENCEDORES DE LA FLORIDA, que deberán llevar en el brazo izquierdo, reservándome premiar al expresado Coronel Arenales conforme a su relevante mérito. Dándole entretanto las gracias a nombre de la Patria encomiéndesele la distribución de los escudos que recibirán de mano del general en Xefe del Exército auxiliar del Perú y que haga entender a la tropa la alta consideración y aprecio que merece de sus Conciudadanos. 

Comuníquese esta mi resolución á dicho General con prevención de transmitirla en la orden del día y de que se lea su círculo de compañía participándole á los puestos en que haya destacamentos ó tropa del Estado.

En honor de la batalla, en Buenos Aires el director Supremo Gervasio Antonio de Posadas también ordenó que una de las calles más céntricas de la ciudad cambiara su nombre por el de Calle Florida. 
Se evoca este acontecimiento también en el nombre de Florida, un barrio del municipio bonaerense de Vicente López, dos de cuyas calles poseen el nombre de los oficiales Ignacio Warnes y Juan Arenales. También existe la calle Batalla la Florida en el barrio de Villa Adelina Partido de San Isidro.
En Bolivia, en el Departamento de Santa Cruz, además del pueblo original de Florida, existe una provincia con el mismo nombre y una calle en la ciudad de Santa Cruz de la Sierra, a una cuadra de la plaza central, paralela a la calle Buenos Aires. Existen otros lugares, como en Chuquisaca (Bolivia) y Rosario (Argentina), con el nombre de Florida, cuyos antecedentes los relacionan con el homenaje a la histórica jornada patriota.